# Alimibegouek
Alimibegouek /možda od chippewa ŭnĭmĭbigog, =they that live by the river; Jones,/ ime dano (u Jesuit Relation 1656-58) kao jednoj od 4 glavne grupe Cree Indijanaca, za ostale 3 daju se Kilistinons of the Ataouabouscatouek Bay; Kilistinons of the Nipisininiens i Nisibourounik Kilistinons. Alimibegoueki se lociraju na jezeru Alimibeg (Nipigon ?) u Ontariju, Kanada. Creuxius ih smješta neposredno uz južnu obalu Hudson Baya, kraja i danas naseljenim Creejima. 

## Vanjske poveznice
- Cree Indian Bands, Gens and Clans  Arhivirana inačica izvorne stranice od 16. svibnja 2008. (Wayback Machine)
- The Major Alqonquin Nations  Arhivirana inačica izvorne stranice od 17. rujna 2007. (Wayback Machine)